# Néstor Martín-Fernández de la Torre
Néstor Martín-Fernández de la Torre (Las Palmas de Gran Canaria, 7 de febrero de 1887-Las Palmas de Gran Canaria, 6 de febrero de 1938), conocido como Néstor, fue un pintor español que participó ampliamente de las corrientes simbolista y modernista europeas, dejando una obra considerada, de forma unánime por los expertos, imprescindible para conocer en detalle esos movimientos artísticos.

## Reseña biográfica
Néstor comenzó a desarrollar su vocación artística en Gran Canaria cuando aún era niño, haciendo sus primeros dibujos con tan solo siete años de edad, cuando estudiaba en el Colegio San Agustín, donde recibió lecciones de dibujo de Nicolás Massieu. Antes de acabar el siglo XIX, en 1899, recibe las primeras orientaciones artísticas de su primer profesor, el marinista y paisajista español Eliseo Meifrén, con el que consigue pintar su primera obra. Con quince años, Néstor se trasladaría a Madrid, donde Rafael Hidalgo de Caviedes le acoge como discípulo, para continuar sus estudios y, a partir de 1904, saldría a Europa (París, Bruselas, Gante, Brujas y Londres) para perfeccionar su técnica. Fueron los  años durante los cuales residió en París los que terminaron de cincelar al artista, dándole su gran alcance decorativo, renombre que adquirió con su intervención ornamental en edificios públicos y en el diseño de decorados teatrales y vestimenta.
En Barcelona organiza su primera exposición en 1908 en el Círculo Ecuestre, con una colección de retratos con influencias de los grandes retratistas ingleses, pero dotados del toque personal de Néstor, con una riqueza en detalles y una elegancia que embelesa por su cromatismo y por su idealización de los modelos. Al año siguiente, 1909, presenta en la Sala Parés de la ciudad condal, cuatro plafones decorativos destinados al salón de Fiestas del Tibidabo, inspirados en los poemas de Jacinto Verdaguer, L’Atlàntida y Canigó. De ellos, destacan Huerto de las Hespérides y Gentil llevado por las aguas. Unos años más tarde expone en el Fayans Català el retrato de Enrique Granados y el de Berenice, así como diversos dibujos realizados a la pluma en 1911. De vuelta a Londres, realiza grabados al aguafuerte, El Garrotín y la Macarena, por los que recibió el primer premio de la Escuela Municipal Londinense, donde entonces prepara varias exposiciones, también lo hace en París y en Madrid. En estos aguafuertes, Néstor recurría con frecuencia a la representación de cuerpos retorcidos cubiertos de mantones y calados.

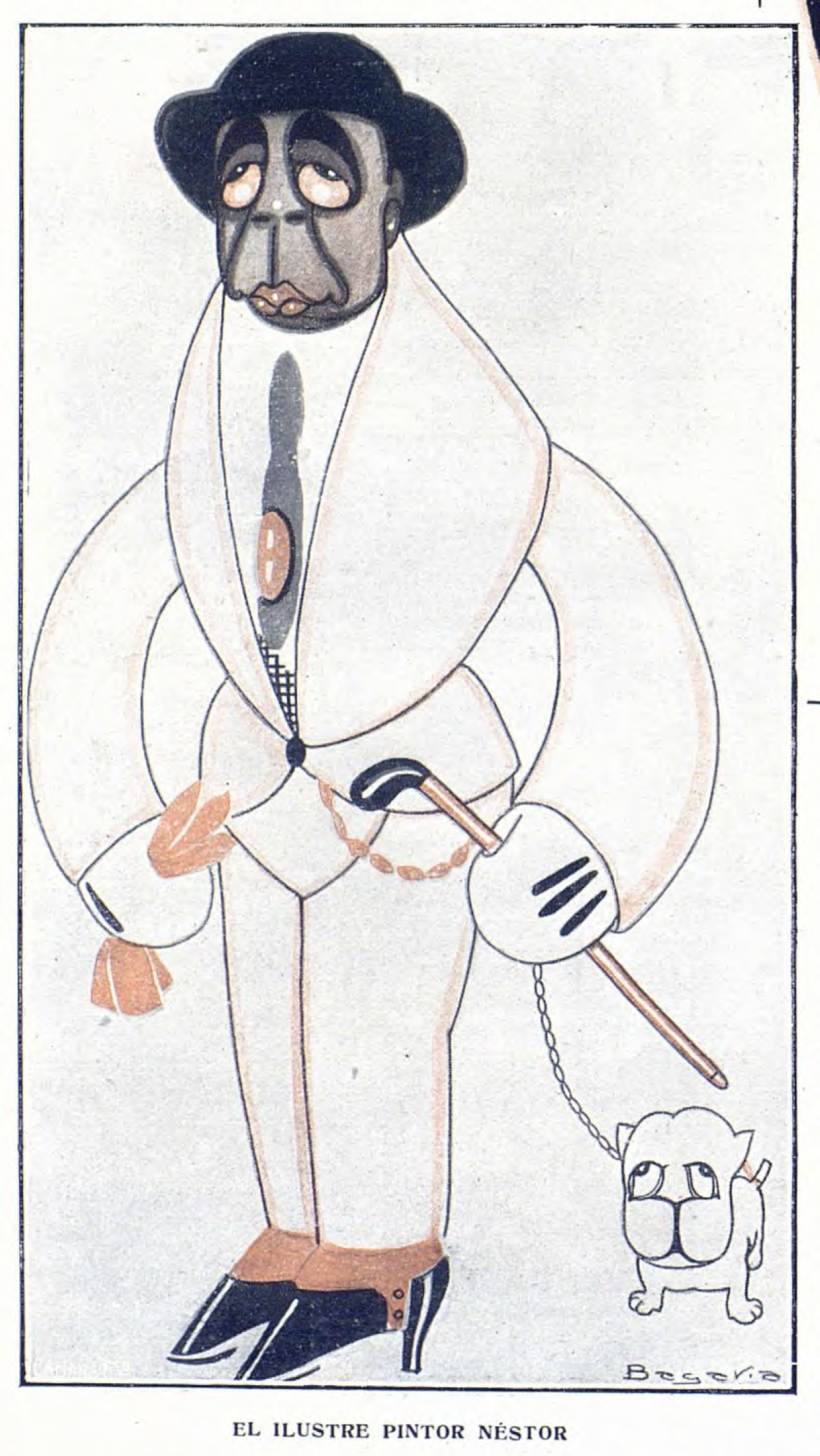
Caricaturizado en 1916 por Bagaría

En su primera incursión en las artes escénicas, Néstor diseñaría los decorados y figurines para la obra El amor brujo de Manuel de Falla, que se estrenó en Madrid en 1915. Unos años antes, en 1912, el artista sería nombrado miembro de la Union Internationale des Beaux Arts et des Lettres de París, trasladando en 1928 su estudio desde Madrid a la capital francesa. Desde aquí concurriría a diversas exposiciones en Europa y en varias capitales de América, la primera en Buenos Aires en 1918. En 1924 presentó la primera parte de su obra vital, el Poema del Atlántico en el Palacio de la Biblioteca y en el Museo Municipal de Madrid. Ese mismo año expuso su obra en Venecia.
Gran colorista y decorador, Néstor, en esencia, es pintor de composiciones y retratos con fondos de gran fantasía, en los que intervienen telas y arquitecturas de un gran acabado. El artista viajó también por África, por las colonias españolas y regresó a Canarias en los años treinta. En las islas pasó sus últimos años, asentó definitivamente su estudio en Gran Canaria, desde donde comenzó su etapa de tipismo en 1934, y realizó la decoración del Casino de Tenerife y el Teatro Pérez Galdós de Las Palmas de Gran Canaria, su ciudad natal, donde se acabó instalando el museo de su obra años más tarde.
Néstor falleció prematuramente cuando estaba a punto de cumplir los cincuenta y un años. Con su muerte, dejó sin terminar el Poema de la Tierra y en bocetos Poema del Aire y Poema del Fuego, los cuales pensaba realizar como complemento de su gran obra. Su sepelio fue todo un acontecimiento social en la época, congregando a una gran multitud de personas.
El 18 de julio de 1956 se inaugura dentro del Pueblo Canario, conjunto arquitectónico que concibió en los últimos años de su vida, el Museo Néstor, pinacoteca que acoge gran parte de su obra.

## Producción artística

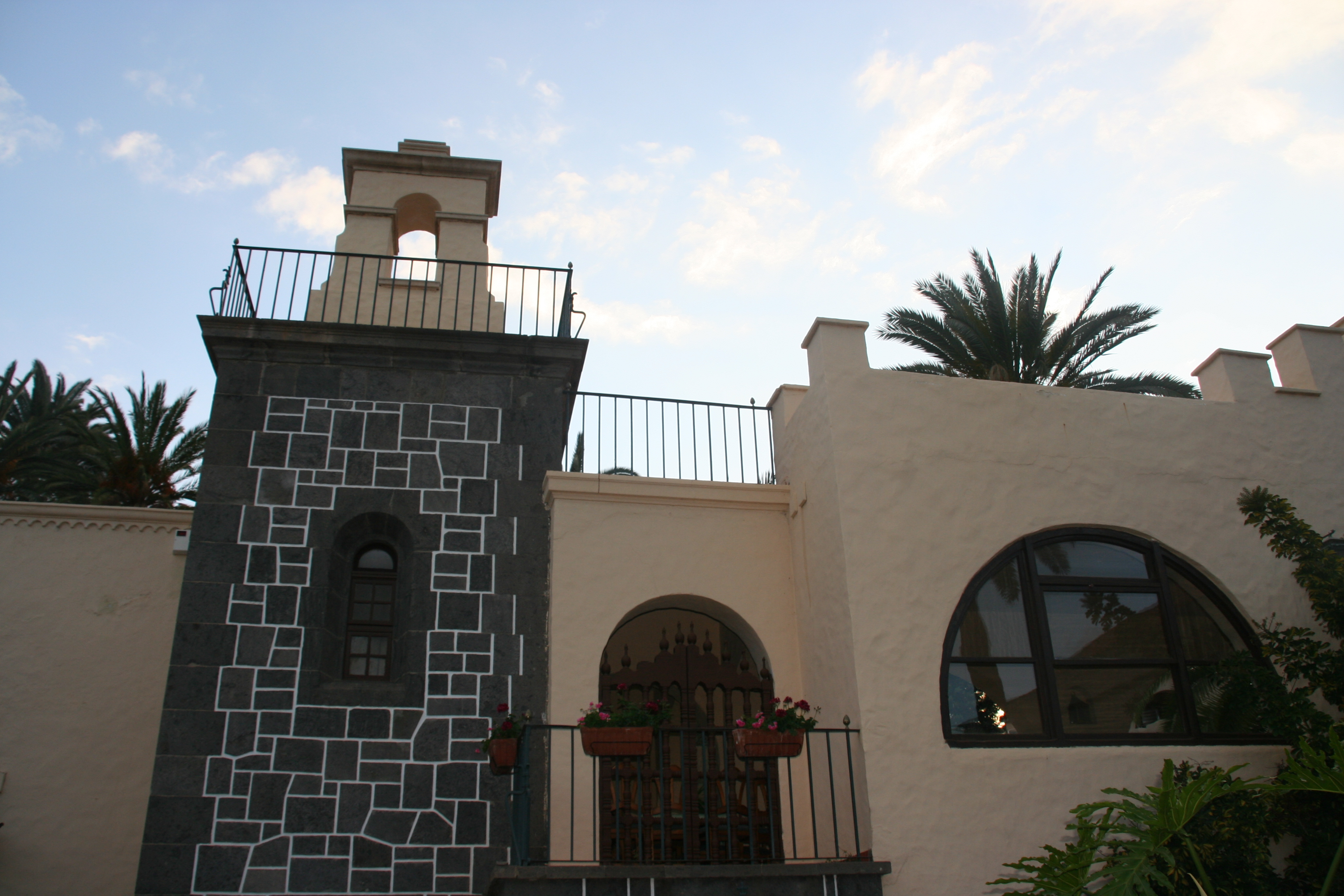
Pueblo Canario, detalle.

Néstor es uno de los pintores canarios más conocido fuera de las islas por su renombre y la valía de su obra. Ésta se encuadra dentro del movimiento modernista, del que se le considera como principal representante en la pintura canaria, y destaca en sus creaciones la utilización que de la luz hace el artista, principalmente en la serie pictórica Poema de los Elementos. Néstor fue, sobre todo, pintor de concepción decorativa. En este sentido  colaboró con su hermano, el arquitecto Miguel Martín-Fernández de la Torre, en alguno de sus proyectos constructivos, como el Teatro Pérez Galdós o el Pueblo Canario en Las Palmas de Gran Canaria, o el Parador de Cruz de Tejeda. En estas dos últimas realizaciones, Néstor abandonó por completo el gusto modernista, por algo así como la "reconstrucción de lo canario" o lo que se daría en llamar, el estilo neocanario.
Néstor concibió dos grandes series pictóricas que reflejan su adscripción a la estética del simbolismo modernista: Los Poemas del Atlántico y Los Poemas de la Tierra. Estas series solo son una parte del ambicioso Poema de los Elementos, un homenaje a la naturaleza canaria que había proyectado realizar y que su temprana muerte truncó. Antes de él, ningún artista canario se había atrevido a realizar tan vastas decoraciones murales. Sirva de ejemplo las que ejecutó para el Teatro Pérez Galdós de Las Palmas o para el Casino de Santa Cruz de Tenerife. 

### Selección de obras

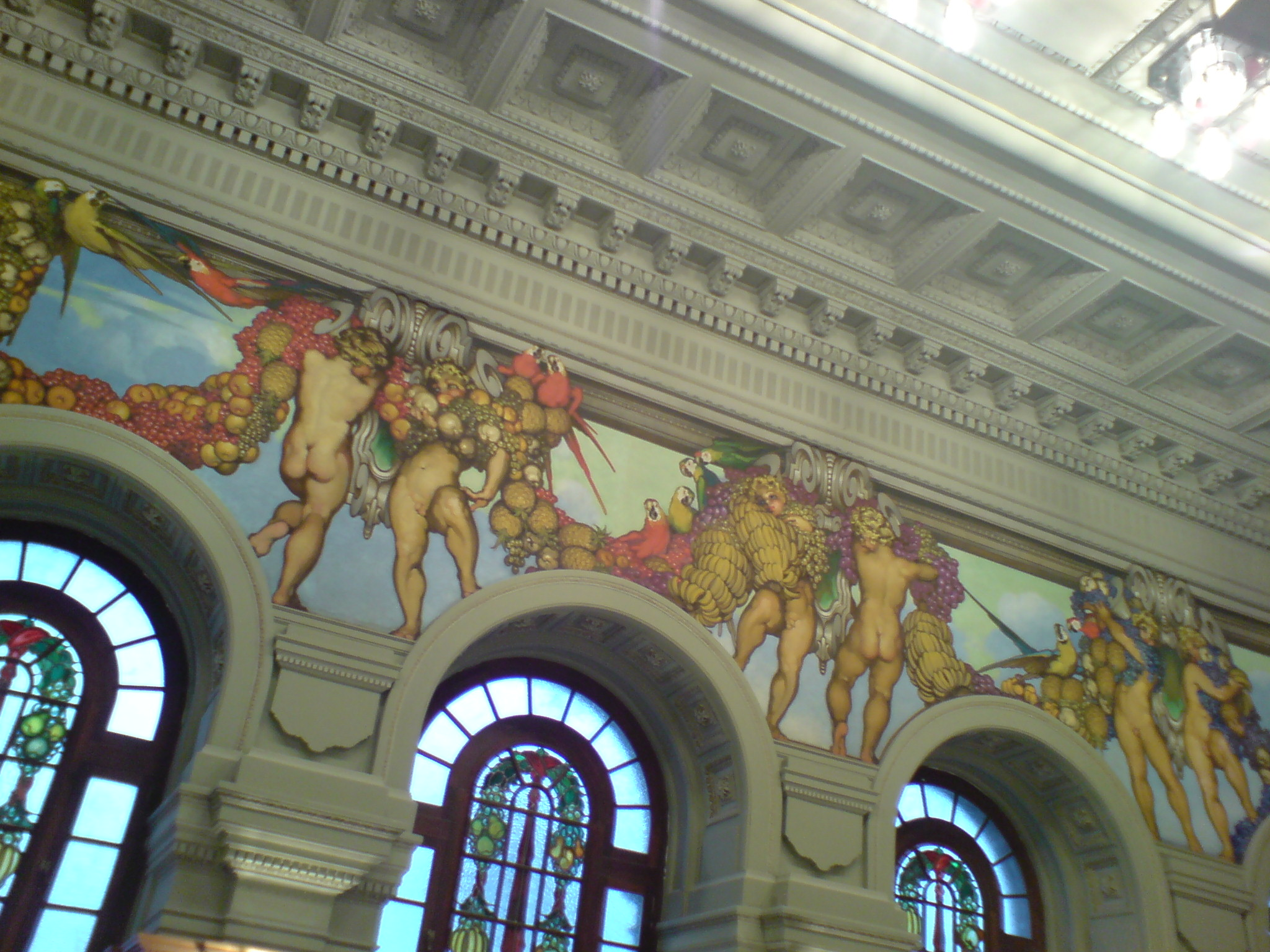
Lienzos de Néstor en el Teatro Pérez Galdós.

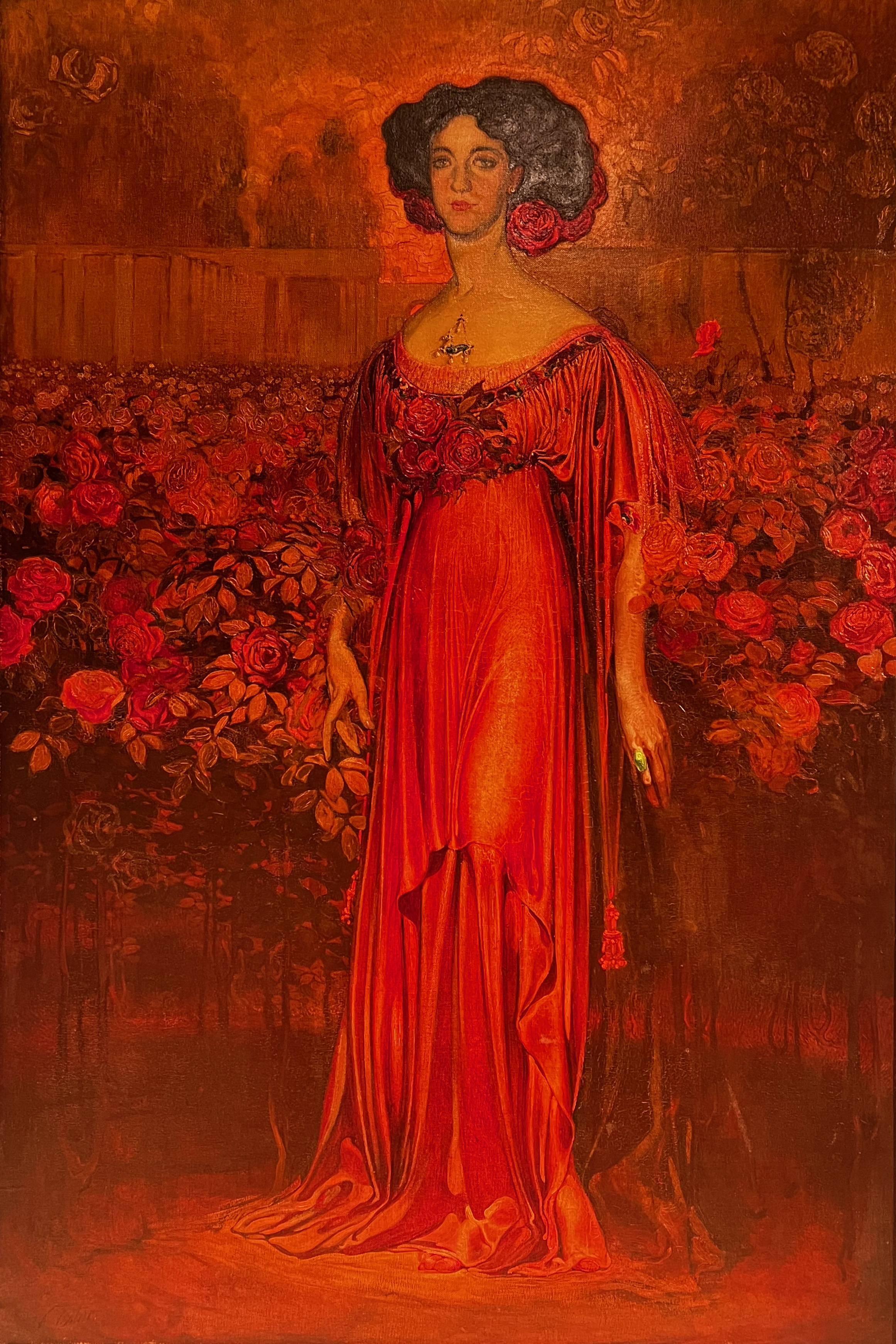
La hermana de las rosas

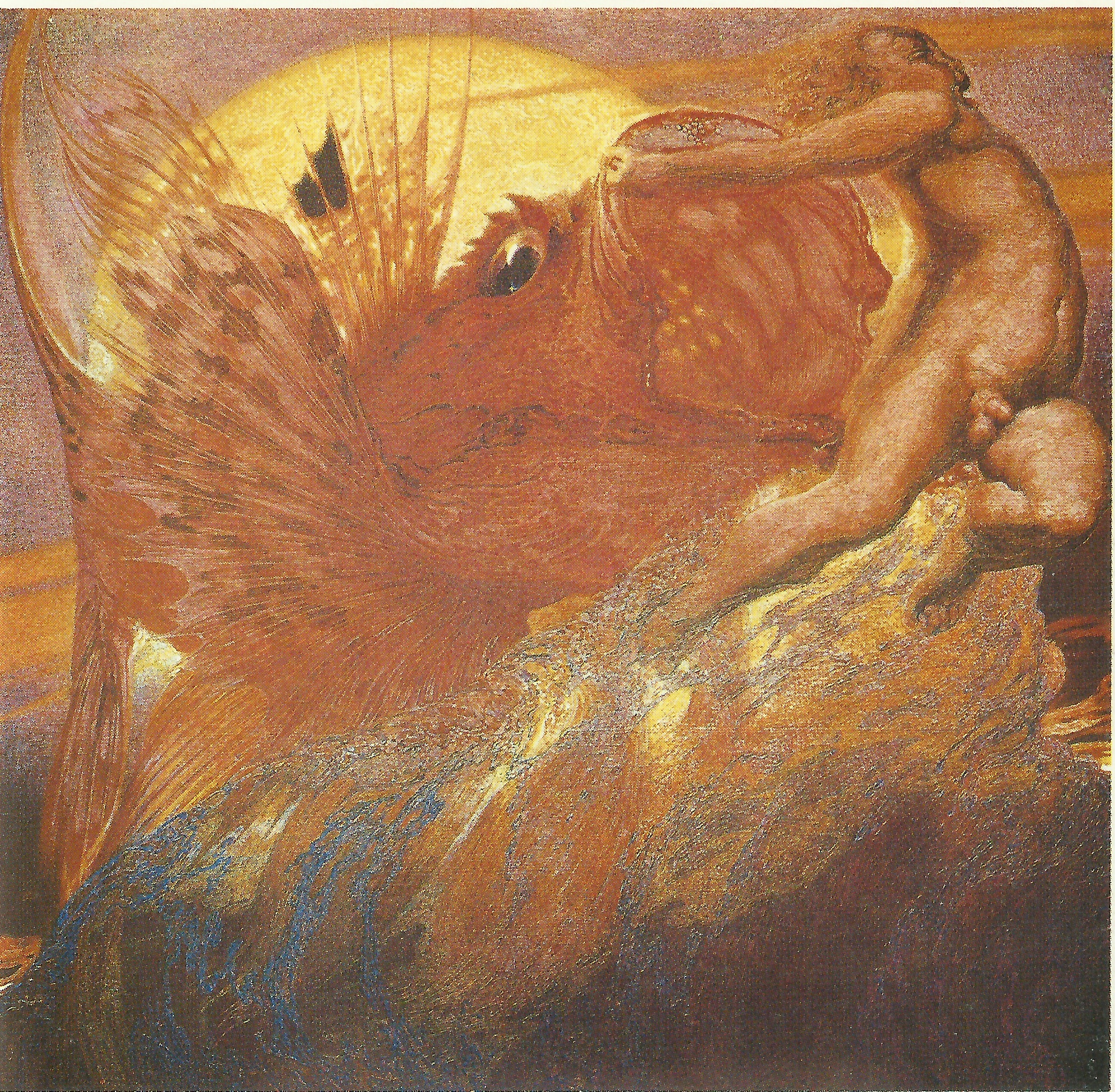
Tarde (Poema del Mar)

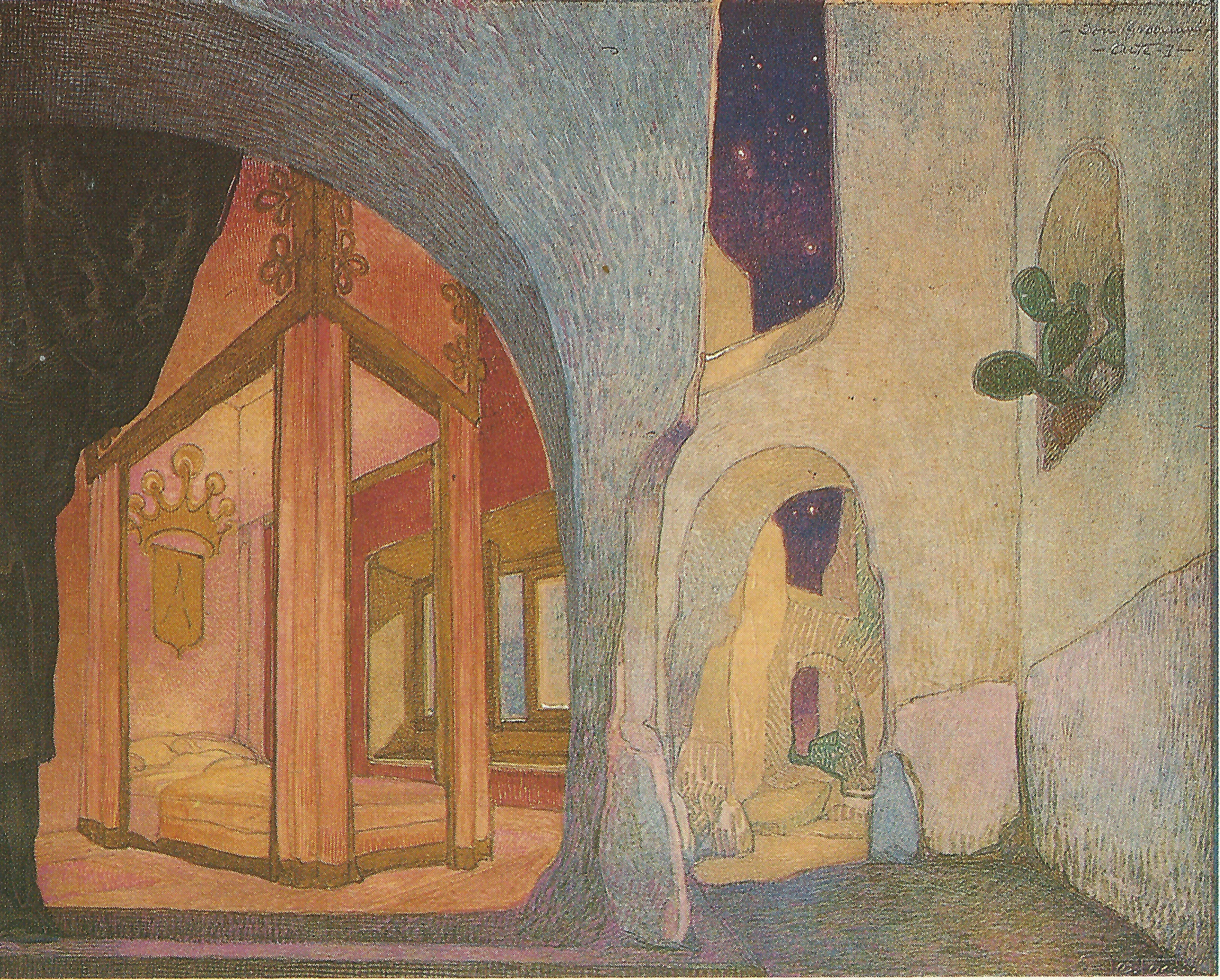
D. Giovanni, acto I

Poema de los ElementosProyecto pictórico que el artista fue desarrollando a lo largo de su vida. Está conformado por las series Poema del Atlántico (o Poema del Mar), y el inconcluso Poema de la Tierra; así como otras dos colecciones, Poema del Fuego y Poema del Aire, que no llegó a comenzar.
Marina (1900)Primera obra de Néstor, un paisaje marítimo, fruto de sus primeros contactos con el arte de la mano del marinista Eliseo Meifrén.
Adagio (1903)Obra realizada en sus años de juventud que anuncia el compromiso de Néstor con el simbolismo. Fue presentada en la exposición extraordinaria del Círculo de Bellas Artes de Madrid donde obtuvo una mención del jurado por su representación del mito clásico de Leda y el cisne, donde Zeus, deseoso por hacer de Leda su amante, muta en cisne para acercarse a ella y poseerla. La pintura muestra el momento en que Leda, desnuda, tumbada junto al estanque, acaricia con sensualidad el cuello del animal, en una escena cargada de un erotismo que no llega a ser obsceno. Composición en diagonal en la que Néstor emplea turbiamente una gama de colores pardos y marrones que consiguen que toda la luz de la escena recaiga sobre el torso desnudo de la protagonista e intensificando el blanco plumaje del ave.
Autorretrato (1904)
Calle Mayor de Madrid (1904)Obra de sus primeros años, en los que acusa la influencia de sus maestros, Eliseo Meifrén y Rafael Hidalgo de Caviedes.
La Dama Blanca (1907)Primer cuadro simbolista de Néstor, pintado durante su estancia en Barcelona.
La Hermana de las rosas (1908)Representa la continuación de su etapa simbolista. Es un retrato de cuerpo entero en el que la altiva actitud de la mujer viene a entroncar con una composición rígida, carente de movimiento, en la que los intensos tonos rojos y naranjas inundan el lienzo.
Epitalamio (1909)Obra que fue seleccionada para representar al arte español en la Exposition Universelle et Intenationale de Bruselas. Autorretrato en el que el artista se representa ataviado con la magnificencia de un príncipe oriental. El título original de cuadro era Las bodas del príncipe Néstor.
Granados (sin fecha, pero anterior a enero de 1911) Retrato.
El niño arquero (1912)Obra en la que confluyen tres fuentes de inspiración distintas: el mito clásico de Eros, dios griego del amor y la pasión; los tejidos bordados de Manila (Filipinas); y la admiración que Néstor sentía hacia el barroco europeo, representada por la fuente de la plaza de Santo Domingo (Las Palmas de Gran Canaria), notable ejemplo de este estilo artístico en las islas Canarias.
Poema del AtlánticoTambién denominado poema del Mar, es un conjunto de lienzos que Néstor realizó entre 1913 y 1924 en cuyo desarrollo interpreta los estados de la mar en diferentes momentos del día. El artista emplea una técnica de empastes y veladuras con la que obtiene un gran realismo en la representación de las aguas del océano, realizando una pintura muy acorde con el modernismo de principios de siglo, en la que también muestra una interesante gama cromática gracias al uso que éste hace del color, suavizándolo, difuminándolo o exaltándolo fuertemente. Así mismo, en cada una de las obras de la serie, Néstor plasma una especie de mitología de cuerpos adolescentes, ambiguamente viriles que nadan, reposan o hacen oposición frente a las olas y a los seres marinos que son dibujados, en parte desde la realidad, y parte desde la ficción del artista. Forma parte de la colección el Poema de los Elementos, proyecto vital del artista. El también llamado Poema del mar, está compuesto por ocho cuadros: El Mediodía y La Tarde (1917-1918), Noche, Bajamar, Pleamar, Reposo y Borrasca (1918-1924).
El amor brujo (1915)Realización de los decorados para el ballet de Manuel de Falla, cuya obra fue estrenada en Madrid.
Teatro Pérez Galdós El artista ayudó a su hermano Miguel, que dirigía el proyecto de reconstrucción del coliseo tras un incendio. Néstor se ocupó, entre 1926 y 1928, de la decoración interior del teatro, siendo sus realizaciones más notables las pinturas en lienzo del salón Saint-Saëns y las alegorías, también en lienzo, Apolo y las musas y El canto y La danza, en la sala principal. Suyas son, además, las vidrieras de los ventanales, el diseño de las lámparas y el del escudo alegórico de la ciudad que hizo bordar en el telón.
El Fandango de Candil (1927)Diseño de vestuario y de escenografía para obra teatral.
Visiones de Gran Canaria (1928-1934)Campaña pictórica, a la que llama tipismo, en la que exalta la canariedad con vistas a un futuro turístico.
Triana (1929)Confección de escenografía y vestuario para esta obra de Albéniz.
Salomé (1929)Adaptación de la obra de Strauss dirigida por María Kousnetzoff para la que Néstor diseñó los decorados.
Don Giovanni (1931)María Kousnetzoff le encarga la escenografía y vestuario para la representación de esta obra de Mozart.
Madame Moss (1931)Retrato.
Madame Bocher (1931)Retrato.
Casino de Santa Cruz de Tenerife (1932) Diseño de varios murales.

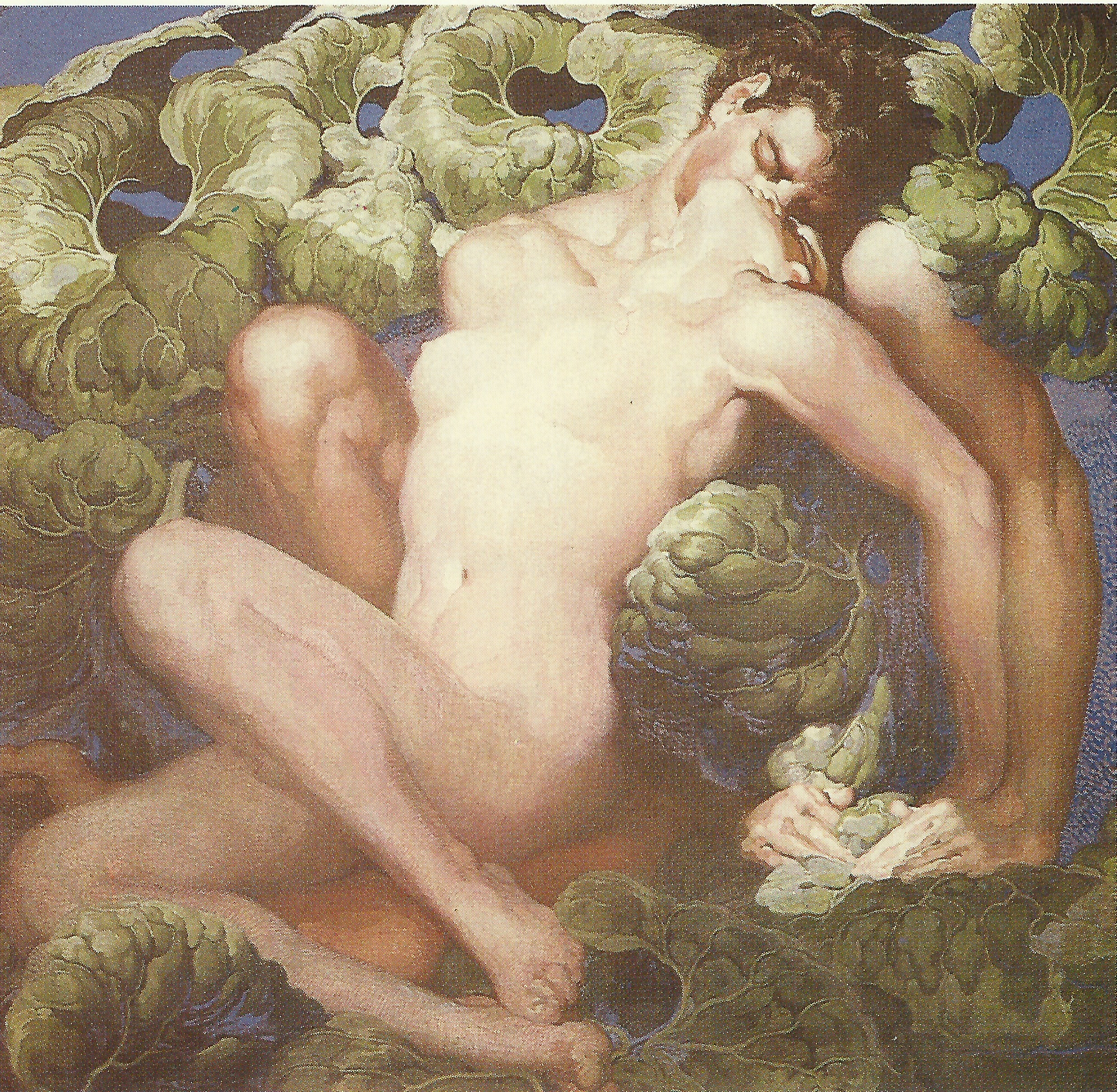
Capas de la Reina (Poema de la Tierra)

Poema de la TierraObra que el artista comenzó en 1934 y que quedó inconclusa tras su muerte. Complementaba al Poema del Atlántico y se integraba dentro de la colección del Poema de los Elementos. Está compuesta por ocho piezas, que representan las cuatro estaciones del año y los cuatro momentos del día. La serie la forman los lienzos Orto, Mediodía, Vespero, Noche, Primavera, Verano, Otoño e Invierno; todos ellos  datados entre 1934 y 1938, que, al llegar su muerte, Néstor dejó en distintos momentos de ejecución, desde meros bocetos hasta obra terminada, o casi.
Bocetos del Parador de Cruz de Tejeda (1937) Colaboración con su hermano Miguel en el diseño del edificio y de su decoración interior. Al igual que con los bocetos que realizó para el Pueblo Canario, que años más tarde serían materializados con gran fidelidad, estos esbozos están animados por la viveza de las escenas típicas que se  representan en ellos y por el colorido de las tintas utilizadas. Néstor no se limitó a realizar unos bocetos técnicamente fríos, sino que en ellos, frito de su imaginación, ya plasmaba los edificios terminados y cumpliendo la función para la que iban a ser destinados.

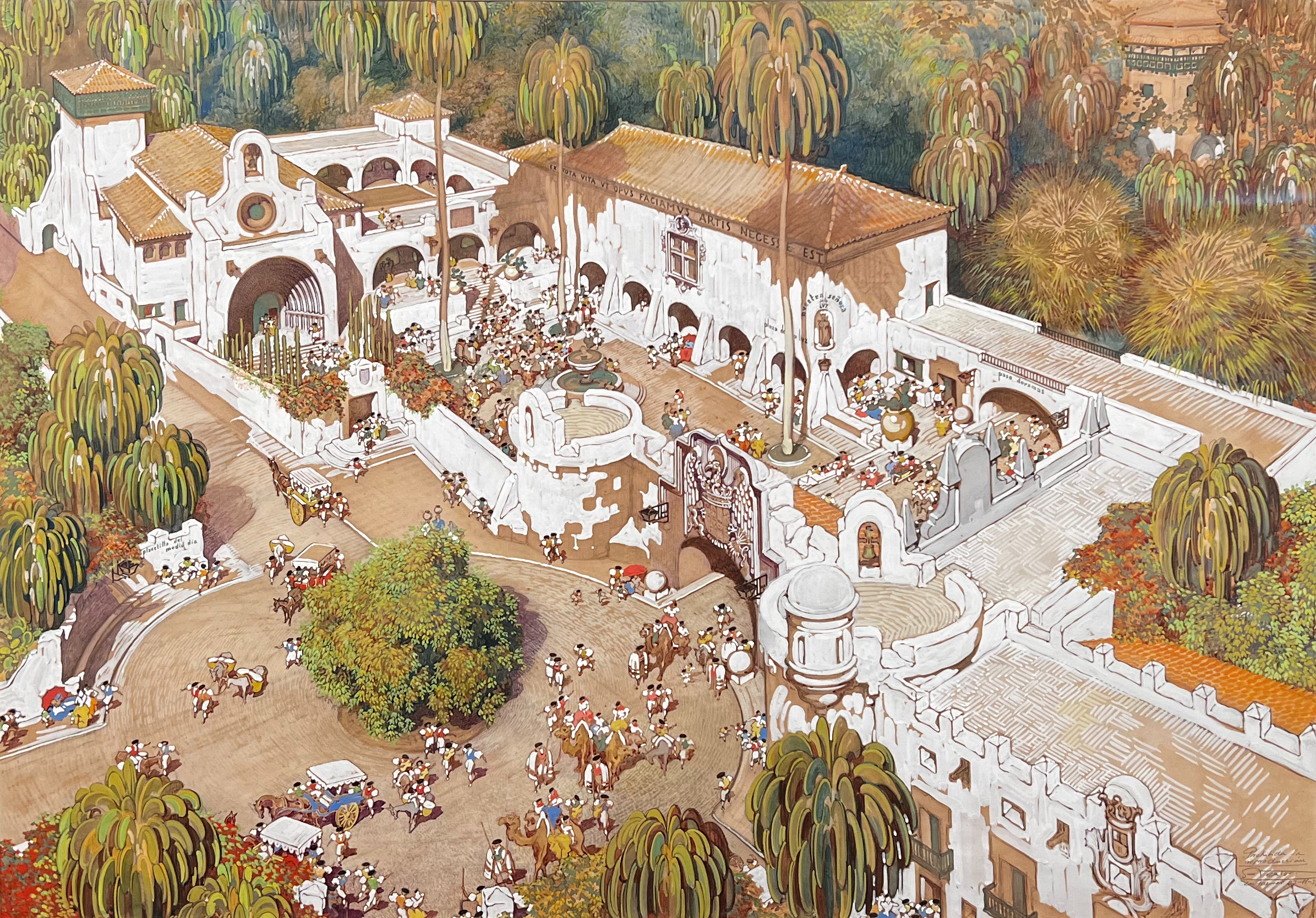
El Pueblo Canario

Bocetos para el Pueblo Canario (1937) Deseando Néstor asentarse definitivamente en Gran Canaria, buscó un lugar que pudiera acoger sus pinturas. Así, en 1937 dibujó los primeros bocetos del Pueblo Canario, que comenzaría a levantarse bajo la dirección de su hermano Miguel Martín-Fernández de la Torre en 1939. El Pueblo Canario constituye la plasmación del ingenio artístico de ambos hermanos. Está conformado por una plaza irregular cerrada por varias edificaciones que ambientan un rincón típico. También cuenta con una ermita, que recuerda a la que antaño estuvo ubicada en el mismo lugar. El museo que alberga su obra ocupa el lado naciente del complejo y abrió sus puertas en 1956.